# DoDonPachi II
DoDonPachi II (怒首領蜂II) est un jeu vidéo de type shoot 'em up développé par IGS et édité par Capcom, sorti en 2001 sur borne d'arcade. Il s'agit d'un manic shooter.